# Бад Вилбел
Бад Вилбел (њем. Bad Vilbel) град је у њемачкој савезној држави Хесен. Једно је од 25 општинских средишта округа Ветерау. Према процјени из 2010. у граду је живјело 31.456 становника. Посједује регионалну шифру (AGS) 6440003.

## Географски и демографски подаци
Бад Вилбел се налази у савезној држави Хесен у округу Ветерау. Град се налази на надморској висини од 109-200 метара. Површина општине износи 25,7 km². У самом граду је, према процјени из 2010. године, живјело 31.456 становника. Просјечна густина становништва износи 1.226 становника/km².

## Међународна сарадња
| Мјесто  | Држава               | Врста сарадње | Од    |
| ------- | -------------------- | ------------- | ----- |
| Хујзен  | Холандија            | партнерство   | 1971. |
| Глосоп  | Уједињено Краљевство | партнерство   | 1987. |
|         | Француска            | партнерство   | 1990. |
| Елдорет | Кенија               | пријатељство  | 1980. |
| Извор   |                      |               |       |